# Hisanori Širasawa
Hisanori Širasawa (japonsky 白澤 久則, * 13. prosince 1964) je bývalý japonský fotbalista.

## Klubová kariéra
Hrával za Yanmar Diesel a Kyoto Purple Sanga.

## Reprezentační kariéra
S japonskou reprezentací se zúčastnil Mistrovství Asie ve fotbale 1988.